# Epitonium stigmaticum
Epitonium stigmaticum is een slakkensoort uit de familie van de Epitoniidae. De wetenschappelijke naam van de soort is voor het eerst geldig gepubliceerd in 1911 door Pilsbry.